# Complicitate
Conform doctrinei de specialitate, complicitatea poate fi definită ca o formă de participație penală ce presupune înlesnirea ori ajutorarea materială ori morală a unei persoane, în săvârșirea unei infracțiuni.
Potrivit dispozițiilor articolului 48 alineatul 1 al Noului Cod Penal, este considerată complice „persoana care, cu intenție, înlesnește sau ajută în orice mod la săvârșirea unei fapte prevăzute de legea penală.”  De asemenea,  alineatul 2 prevede că, este considerată complice și „persoana care promite, înainte sau în timpul săvârșirii faptei, că va tăinui bunurile provenite din aceasta sau că va favoriza pe făptuitor, chiar dacă după săvârșirea faptei promisiunea nu este îndeplinită.” 
Felurile complicității:
1. Materială: ajutarea ori sprijinirea cu orice mijloace materiale ca autorul să săvârșească fapta (de exemplu, îi procură arma). Este necesar ca autorul să se folosească de acestea pentru ca fapta să fie considerată complictate materială.
2. Morală: atunci când complicele sprijină decizia luată de autor de a comite fapta. În situatia în care complicele este persoana care l-a ajutat să ia decizia, nu va fi tras la răspundere pentru complicitate, ci pentru instigare.

Pedeapsa penală pentru săvârșirea săvârșirea infracțiunii este prevăzută în dispozițiile articolului 49 din Noul Cod Penal: "Coautorul, instigatorul și complicele la o infracțiune săvârșită cu intenție se sancționează cu pedeapsa prevăzută de lege pentru autor. La stabilirea pedepsei se ține seama de contribuția fiecăruia la săvârșirea infracțiunii, precum și de dispozițiile art. 74."